# Haagse Lancelotcompilatie

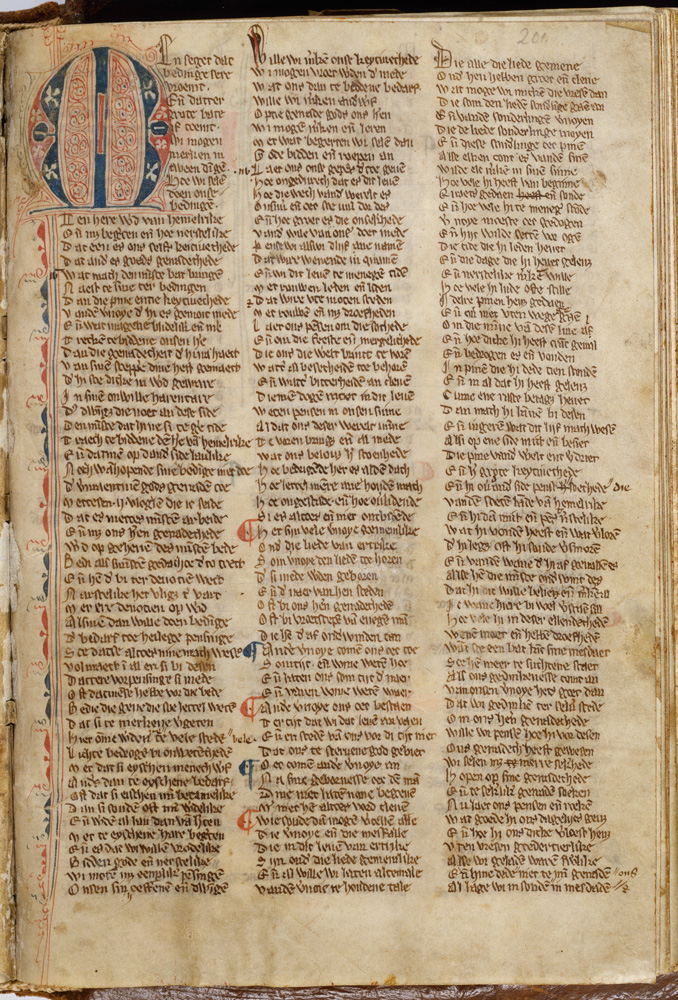
Lancelotcompilatie

De Haagse Lancelotcompilatie is een Middelnederlands handschrift dat in de Koninklijke Bibliotheek te Den Haag wordt bewaard. Het bevat verschillende Arthurverhalen, telt meer dan zevenentachtigduizend verzen op 241 folia, en werd in drie kolommen op perkament geschreven. De kernteksten van het manuscript zijn Lanceloet, Queeste vanden Graale, en Arturs doet, drie berijmde Middelnederlandse vertalingen van de Oudfranse prozaromans de Lancelot en prose, de Queste del Saint Graal en de Mort le Roi Artu. Latere toevoegingen zijn Perchevael, Moriaen, Wrake van Ragisel, Ridder metter mouwen, Walewein ende Keye, Lanceloet en het hert met de witte voet, en Torec.
De codex werd naar paleografisch onderzoek uitwijst tussen 1320 en 1325 vervaardigd in Brabant door een ploeg van vijf kopiisten en een compilator. Omdat men een poging ondernam om alle toen populaire Arthurverhalen te bundelen, moest men verschillende details in de verhalen aanpassen, teneinde de chronologie niet aan te tasten. Zo sterven personages later in de Lancelotcompilatie dan in hun (veelal Franse) oorspronkelijke tekst, omdat zij in een later verhaal nog optreden.

## Lanceloet
De eerste tekst van het manuscript, over Lanceloet, is veruit de meest uitgebreide tekst van het manuscript. 37000 regels zijn ervan overgebleven, terwijl naar schatting 57500 regels van Lanceloet verloren zijn gegaan, samen met het eerste deel van de compilatie. Wat er van het verhaal overblijft is wat vaak 'Préparation à la Queste' genoemd wordt. Studie van deze Lanceloet, met name van de manier waarop de versregels rijmen, wijzen in de richting van een Vlaams dichter uit de tweede helft van de dertiende eeuw, hoewel de compilator uit Brabant, mogelijk uit Antwerpen kwam.

## Samenstellers
Het is niet zeker wie nu het brein was achter de vervaardiging van dit manuscript. Men heeft verschillende schrijfhanden kunnen onderscheiden, waarvan er eentje ("kopiist B") duidelijk dominant is, en overal verbeteringen en aanvullingen maakt. Dit is hoogstwaarschijnlijk de compilator. In dit dominante handschrift wordt op de allerlaatste bladzijde van het boek in het colofon een naam vermeld: Hier indet boec van Lancelote dat heren Lodewijcs es van Velthem.. Deze naam duikt nog op in de geschiedenis van het het Middelnederlands. Ook bij Jacob van Maerlant wordt Lodewijk van Velthem genoemd, als de man die aan verschillende onafgewerkte teksten van Van Maerlant een vervolg breide. Zeker is dat Van Maerlant in opdracht werkte van de Heren van Voorne, de graven van Zeeland.
In dit licht is het aannemelijk om te stellen dat ook de Lancelotcompilatie in hun opdracht werd geschreven. Een andere aanwijzing in deze richting is het feit dat verschillende details in de verhalen aan een mogelijk Zeeuwse context werden aangepast. Zo strijdt Arthur niet tegen de Saksen, zoals in de oorspronkelijke verhalen, maar tegen de Friezen, met wie zowel de graven van Zeeland als die van Holland zowat de gehele middeleeuwen overhoop lagen. Op deze manier maakte de compilator (als deze piste [?] strookt met de realiteit) de verhalen aantrekkelijker voor het Zeeuwse hof, waar zij vermoedelijk werden voorgelezen.

## Indruk van het handschrift

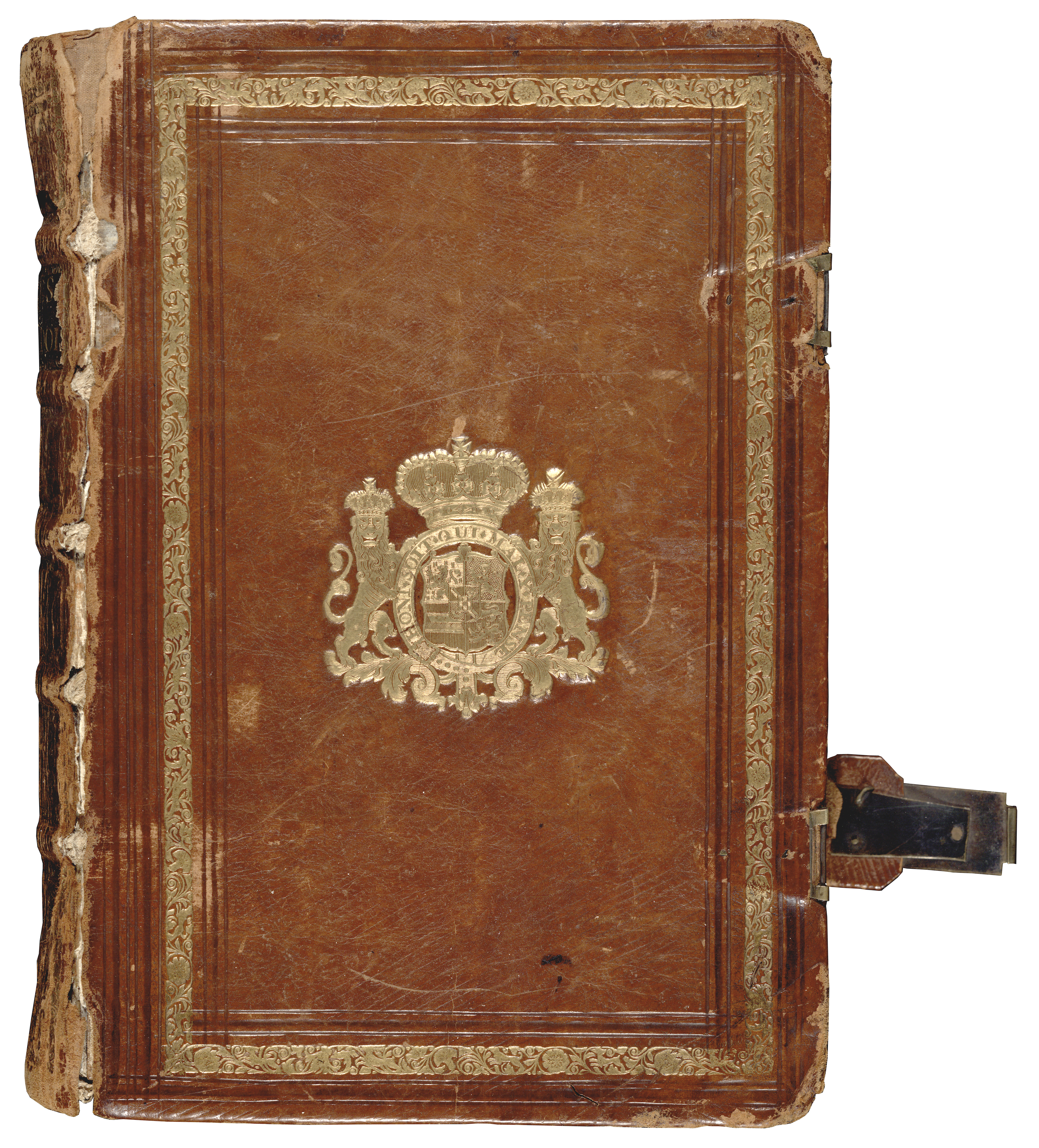
Voorkant van de band
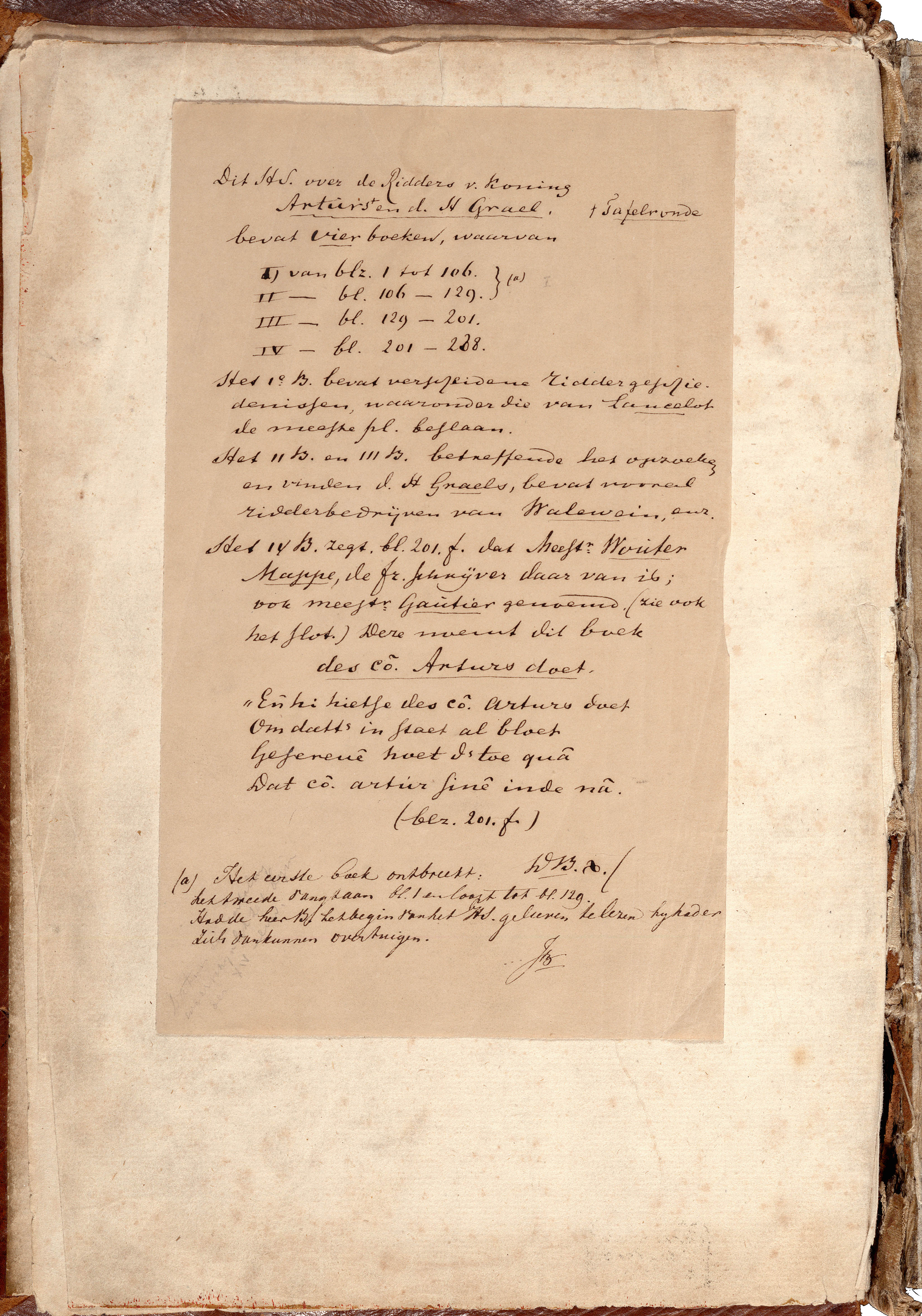
iv
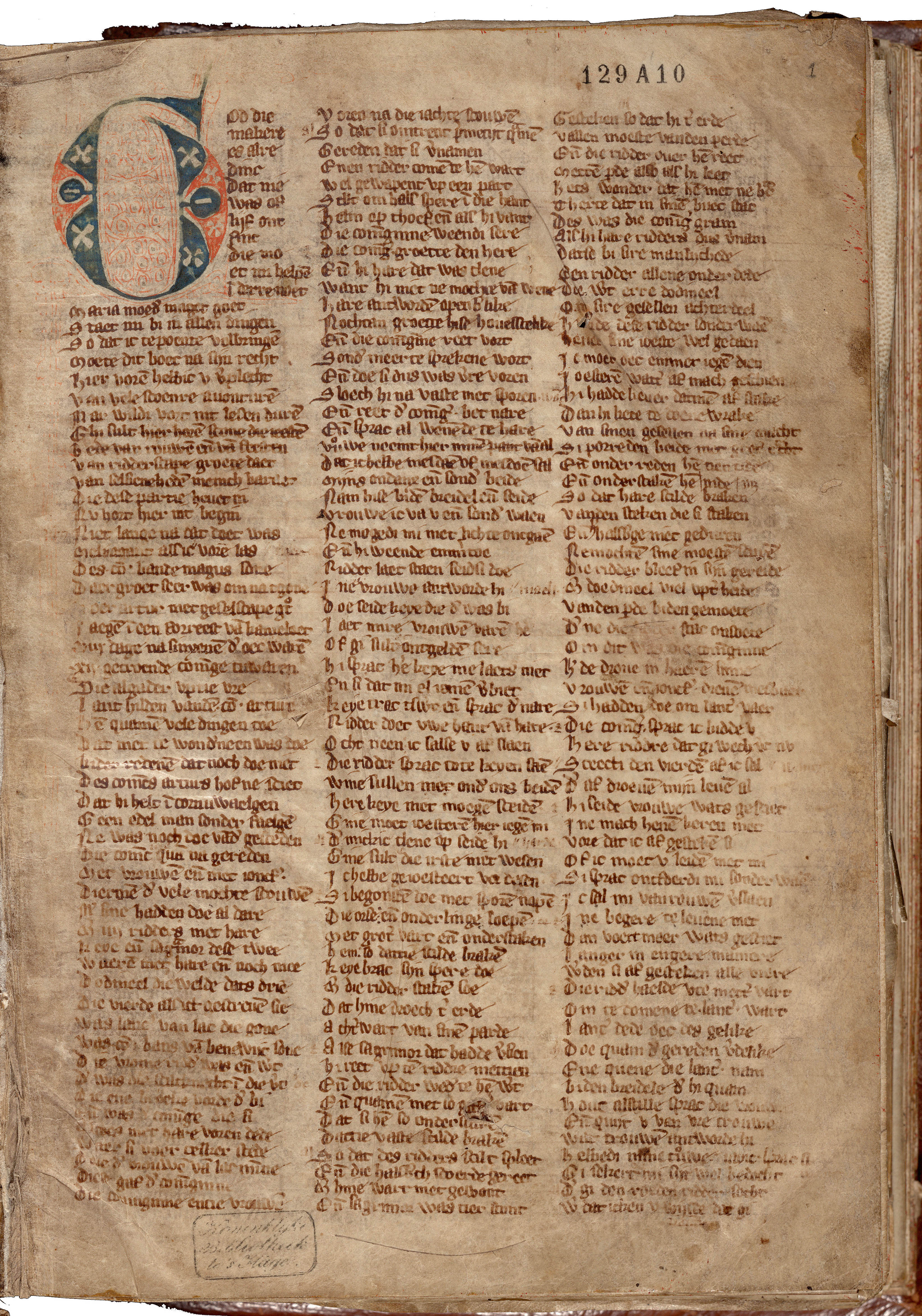
f. 001r
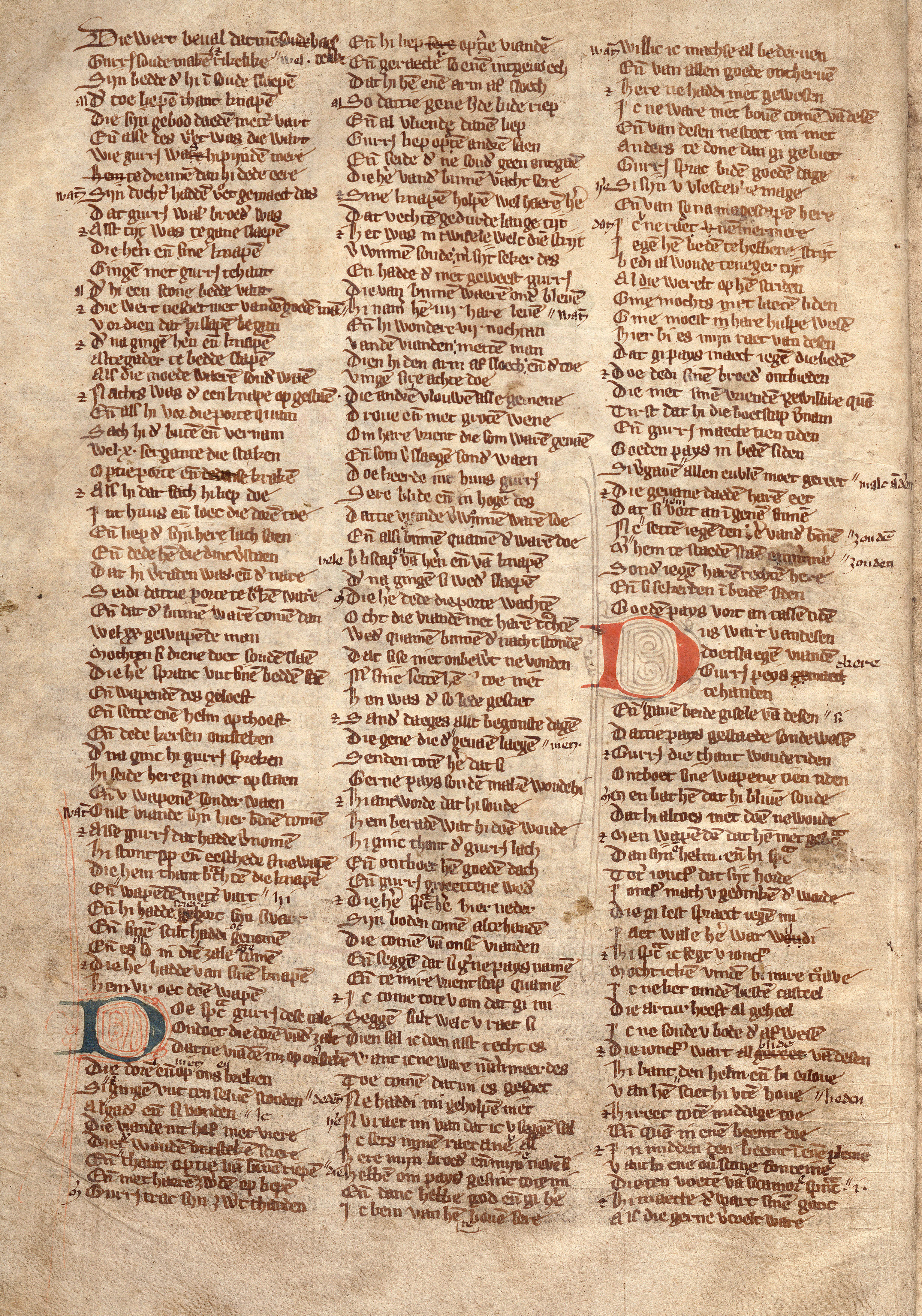
f. 018v
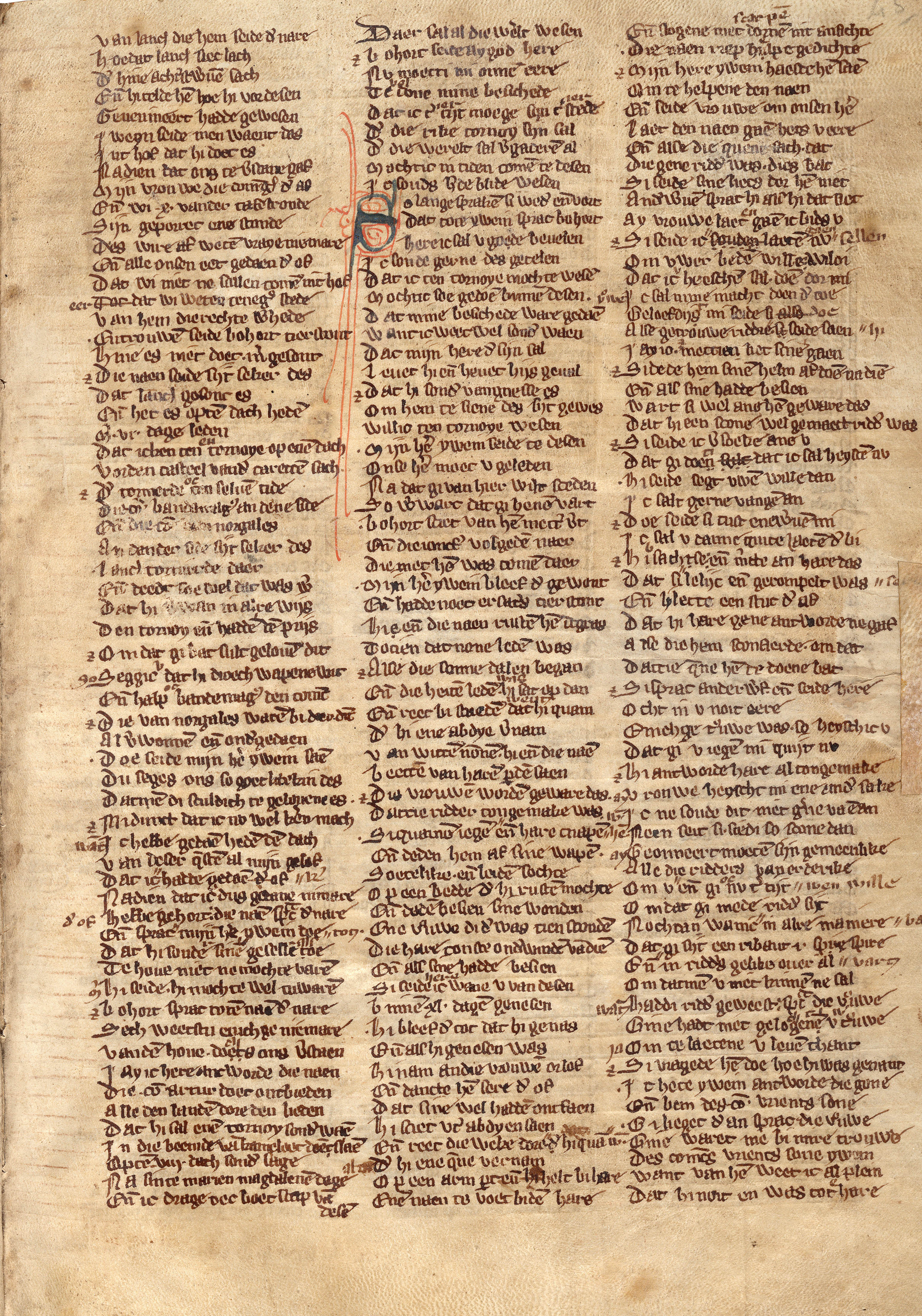
f. 045r
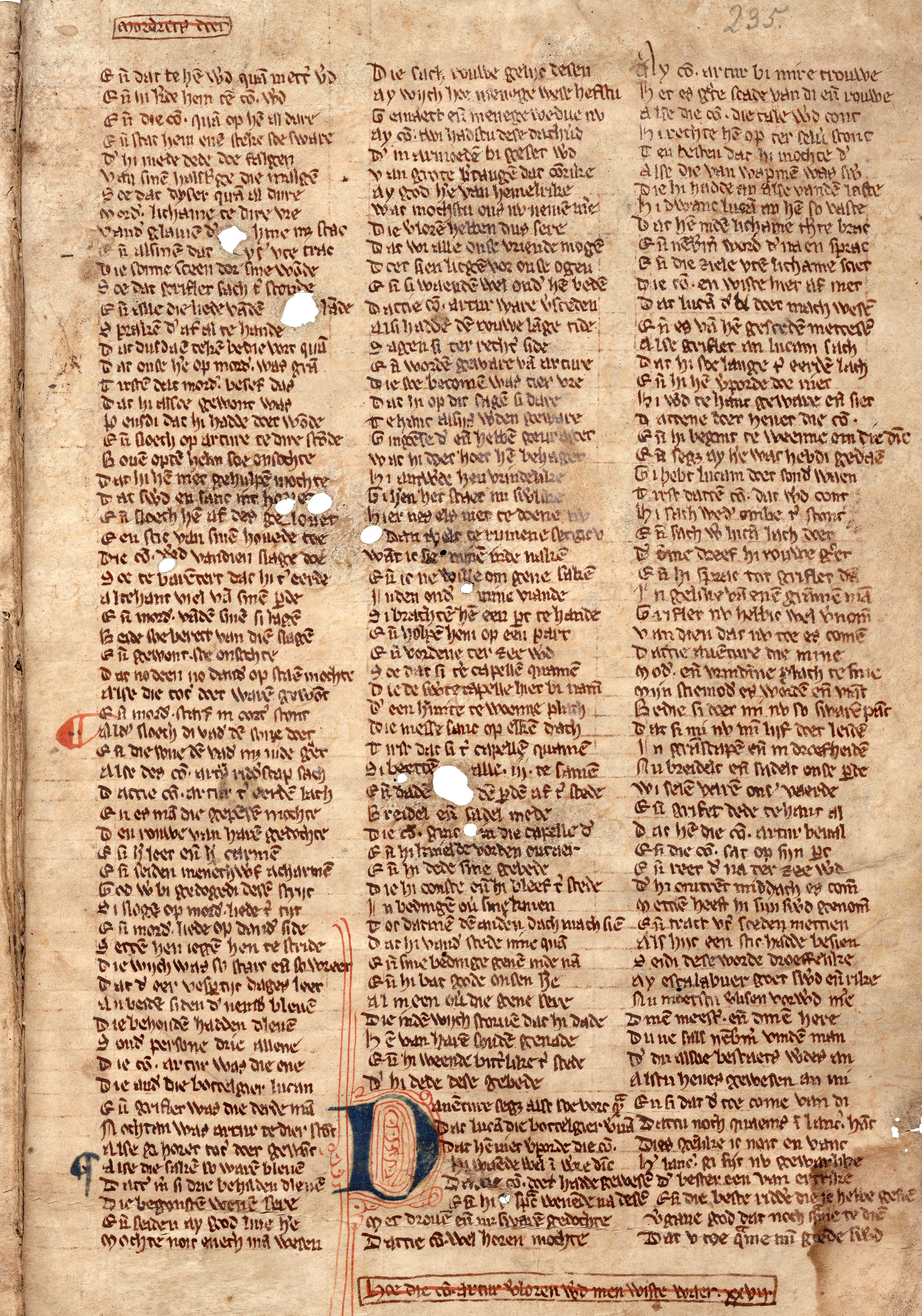
f. 235r

## Bewerkingen
Al zeer vroeg ontstond belangstelling voor de Lancelotcompilatie. Willem Jonckbloet, de eerste professionele linguïst en filoloog voor het Nederlands, publiceerde een eerste versie in de jaren veertig van de negentiende eeuw, met subsidies van de toenmalige Nederlandse koning Willem II. Ook nu nog is het handschrift iets waar de Nederlandse literatuur trots op kan zijn. Er wordt al sinds 1976 gewerkt aan een nieuwe editie door een groep wetenschappers, maar deze is nog steeds niet gereed. In 2010 heeft de Koninklijke Bibliotheek in samenwerking met het Huygens Instituut de volledige Lancelotcompilatie digitaal ontsloten door middel van hoogwaardige kleurenscans, een leestekst en een uitgebreide toelichting.